# Pörgölény
Pörgölény (németül: Pilgersdorf, horvátul: Pilištrof) nagyközség Ausztriában, Burgenland tartományban, a Felsőpulyai járásban. Közigazgatásilag Kőpatak, Kúpfalva, Lantosfalva, Létér, Németgyirót és Salamonfalva települések tartoznak hozzá.

## Fekvése
Felsőpulyától 17 km-re délnyugatra, Kőszegtől 21 km-re északnyugatra, Kirchschlag in der Buckligen Welttől 8 km-re délre, a Gyöngyös-patak partján, a B55-ös főút mentén fekszik.
A kataszteri közösségek Bubendorf, Németgyirót, Kúpfalva, Lebenbrunn, Pilgersdorf, Salamonfalva és Steinbach.

## Története
A régészeti leletek tanúsága szerint területén már a római korban is éltek emberek. 1980-ban osztrák régészek a régi iskola területén kis méretű 1. századi római temető maradványait tárták fel. A település elődje első alkalommal már 860-ban Német Lajos keleti frank király adománylevelében szerepel "Brunnaron am Zöbernbach" néven. Ebben templomát "Kirche des Minigo" (Domonkos temploma) néven említik. Ezt az első települést a 10. század elején valószínűleg a magyarok támadása söpörte el. Ebből az időből a román stílusú templom alapfalain kívül egy üveggyöngyökkel díszített bronz karkötő is előkerült.
A 12. században érkezett német telepesek a régi település romjain új falut alapítottak és egy nagyméretű templomot is építettek. Az újonnan alapított települést 1225-ben "villa Pylgrim" alakban említik először. 1390-ben "Pergelim", 1397-ben "Pereglyn", 1457-ben "Pellegrem teutunice Pilgrimstorff", 1470-ben "Piligrunstorff", 1492-ben "Pewrgenes", 1519-ben "Perghelyn" alakban szerepel a korabeli forrásokban. A középkorban vámja is volt, Léka várához tartozott.
1289-ben a németújvári viszály során Albert osztrák herceg serege elpusztította. Plébániatemplomát a 14. század elején építették és Szent Egyed tiszteletére szentelték fel, egyházi szolgálatát valószínűleg a lékai ferencesek látták el. 1390-ben vámjával együtt a Kanizsaiak birtoka lett és a lékai uradalomhoz tartozott. 1447-től 1488-ig a Pottendorfer család birtoka, akik Kirchschlag és Krumbach urainak zálogosították el. 1532-ben mialatt a török sereg Kőszeg várát ostromolta  falut a tatár segédhadak pusztították el.
1570 körül mivel urai protestánsok lettek lakó is felvették az evangélikus vallást, amit a régi templom körüli temető leletei is bizonyítanak. Pörgölény bírája volt az elöljárója a környék új irtványtelepüléseinek, Kúpfalvának, Létérnek és Kőpataknak is. 1597-ben uradalmi malmot is említenek itt. 1605-ben a települést Bocskai hajdúi égették fel, de újjáépítették. A 17. század első felében karintiai és stájer nemesek telepedtek itt le. 1640-től 1661-ig Nádasdy Ferenc és a báró Speidl család zálogbirtoka volt, akik 1642-ben nagy udvarházat építettek ide. 1649-ben még fából felépült Pörgölény első iskolája, melyet 1660-tól 1800-ig a lékai ágoston rendi szerzetesek működtettek. 1671-ben felépült az első uradalmi vendéglő, majd 1672-ben a második malom is. 1703 és 1711 között a kurucok többször is feldúlták Pörgölényt. 1750-ben több lakos esett a pestis áldozatául. 1789-ben felépült a kúpfalvi plébániatemplom és levált a pörgölényi plébániáról. 1804-ben a település egy tűzvészben leégett
Vályi András szerint „PILGERSDORF. Német falu Vas Vármegyében, fája, legelője van, határja hegyes, földgye sovány, réttyei tsekélyek, harmadik osztálybéli.”
Fényes Elek szerint „Pilgersdorf, német falu, Vas vmegyében, b. Eszterházy lékai uradalmában, 580 kath. lak., paroch. templommal. Ut. p. Kőszeg.”
1910-ben 604, túlnyomórészt német lakosa volt. A trianoni békeszerződésig Vas vármegye Kőszegi járásához tartozott. 1921. szeptember 4-én határában zajlottak a Nyugat-magyarországi felkelés eseményei, amelynek emlékére 2001-ben emléktáblát avattak a B55 főút mentén. 1921-ben Ausztria Burgenland tartományának része lett. 1971-ben Pörgölény,  Kőpatak, Kúpfalva, Lantosfalva, Létér, Németgyirót és Salamonfalva településekből megalakult Pörgölény nagyközség.

## Nevezetességei
Szent Egyed tiszteletére szentelt plébániatemplomának elődje már a 12. században állt, de 1289-ben a németújvári viszály idején elpusztult. A 14. században a falu új templomot épített. 1783-ban barokk stílusban átépítették és bővítették, ekkor nyerte el mai  alakját.

## Galéria

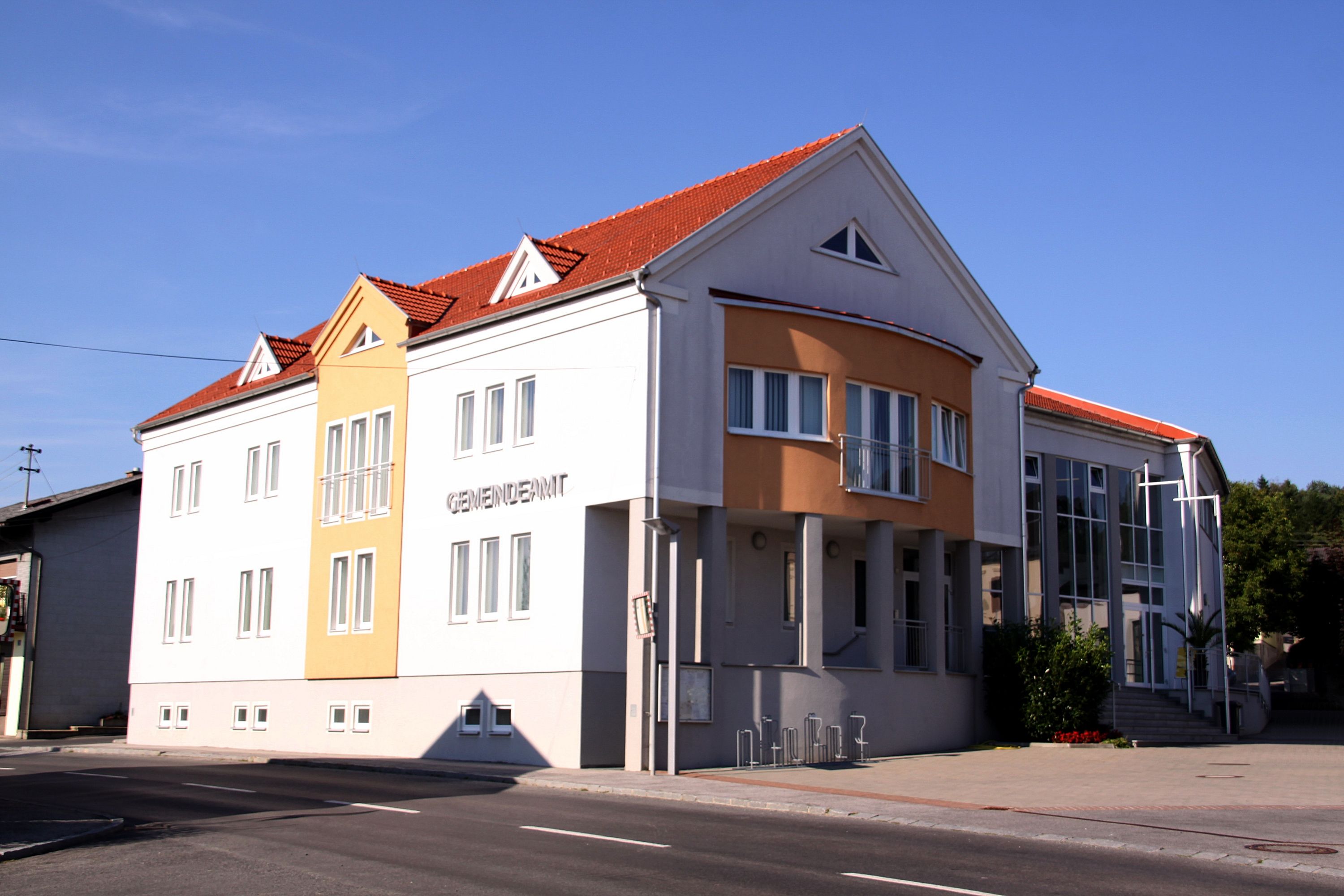
Községháza
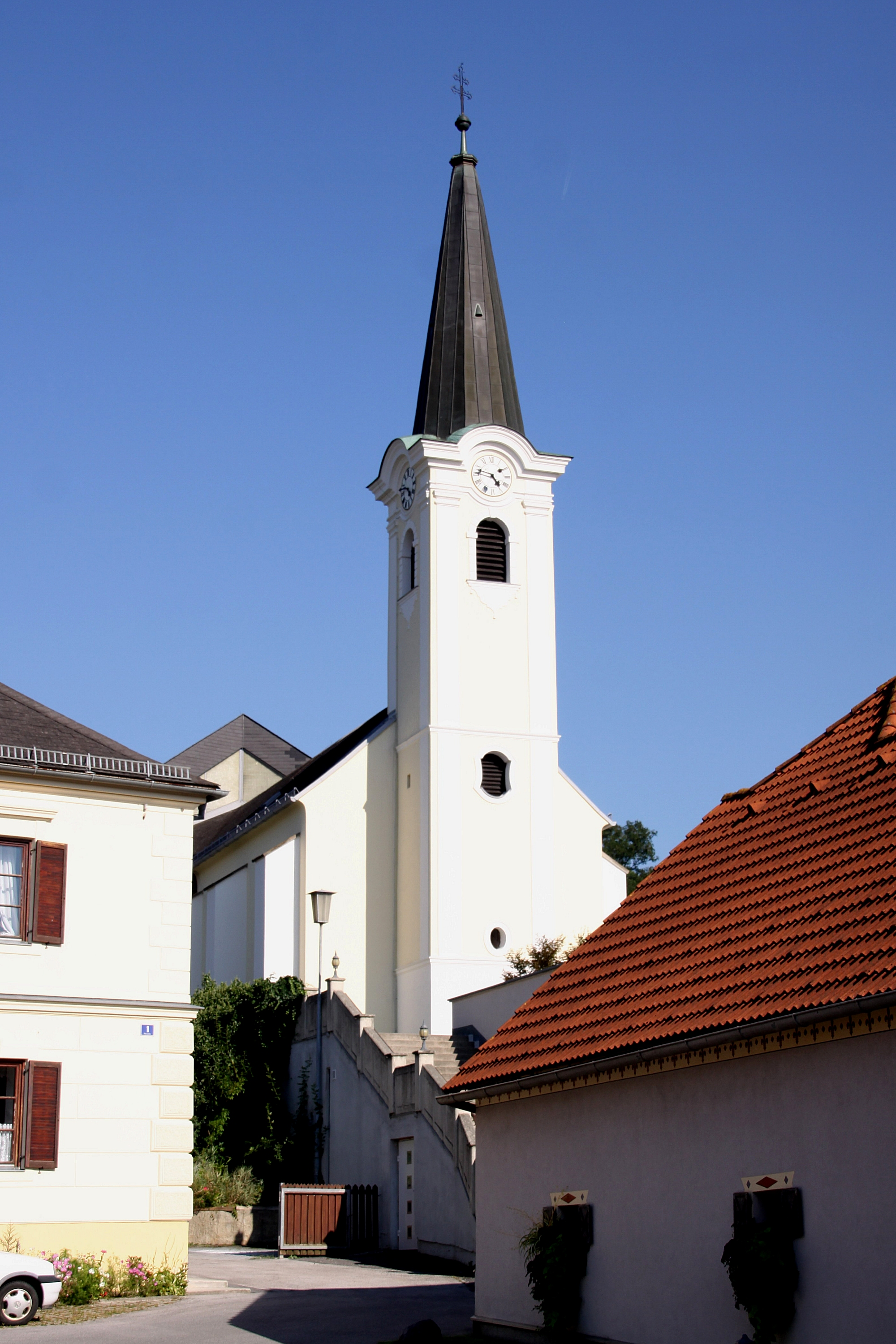
Szent Egyed tiszteletére emelt római katolikus plébánia templom
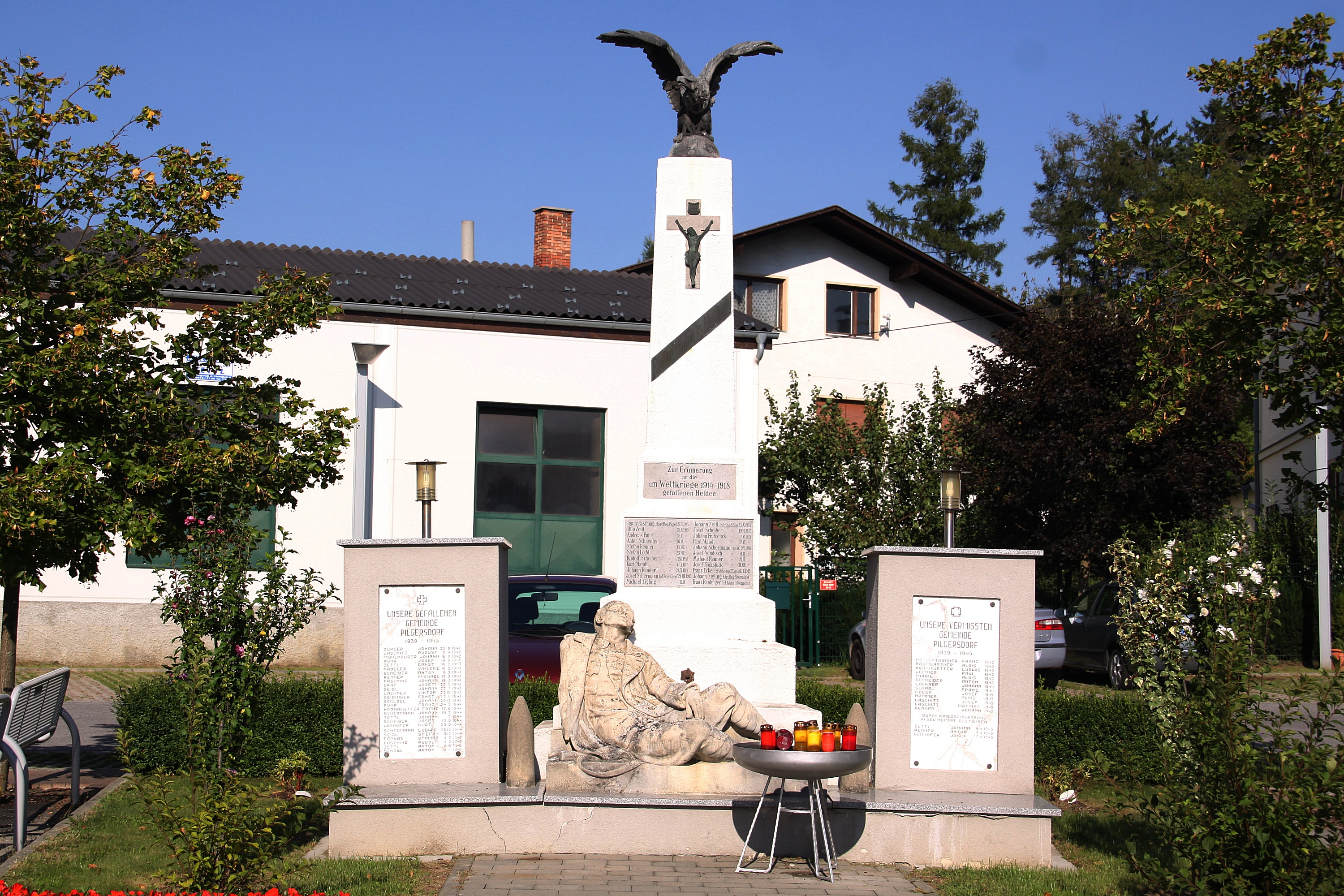
Első világháború és második világháború áldozatainak emlékműve
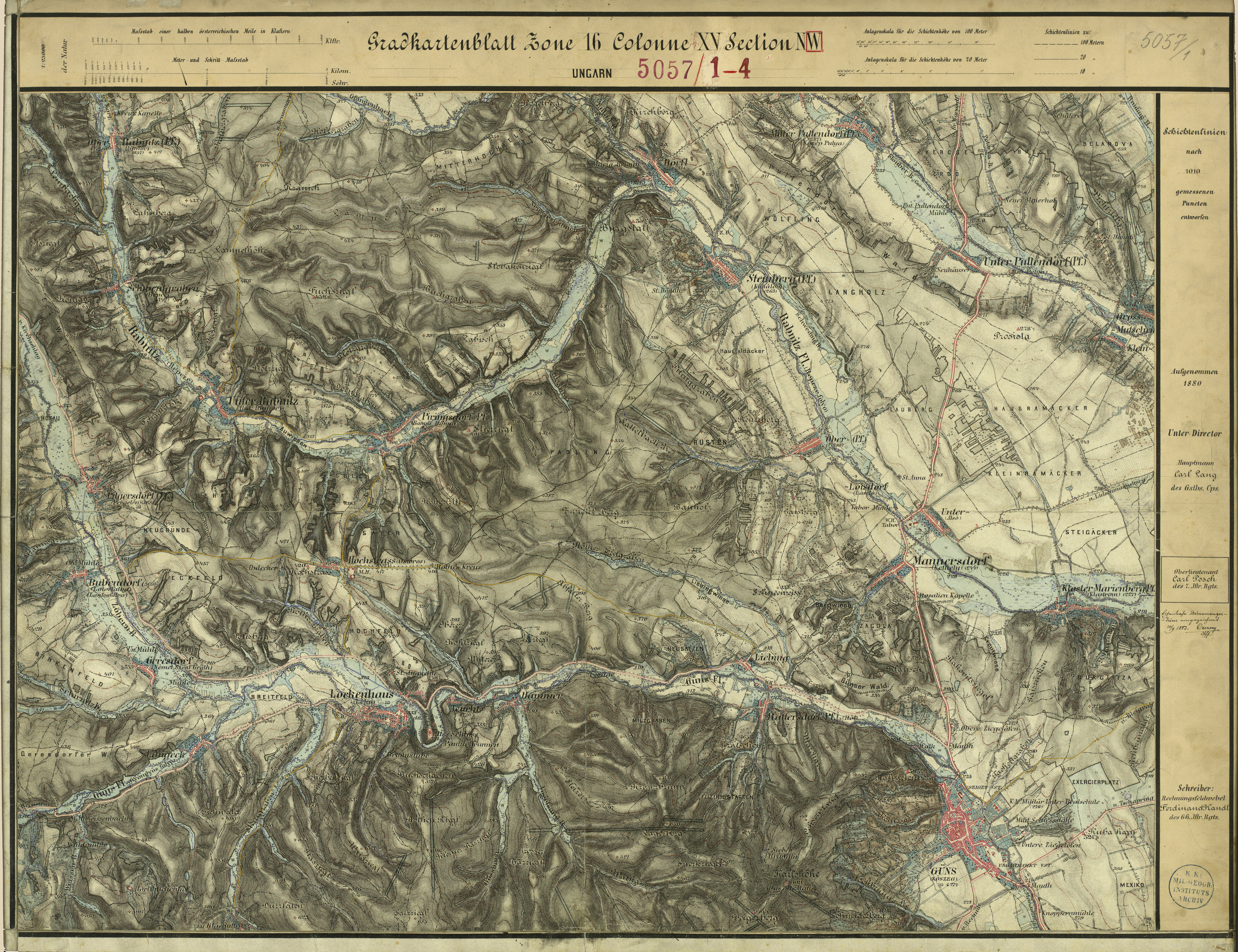
Pörgölény 1880-as térképen (Magyarország harmadik katonai felmérése)
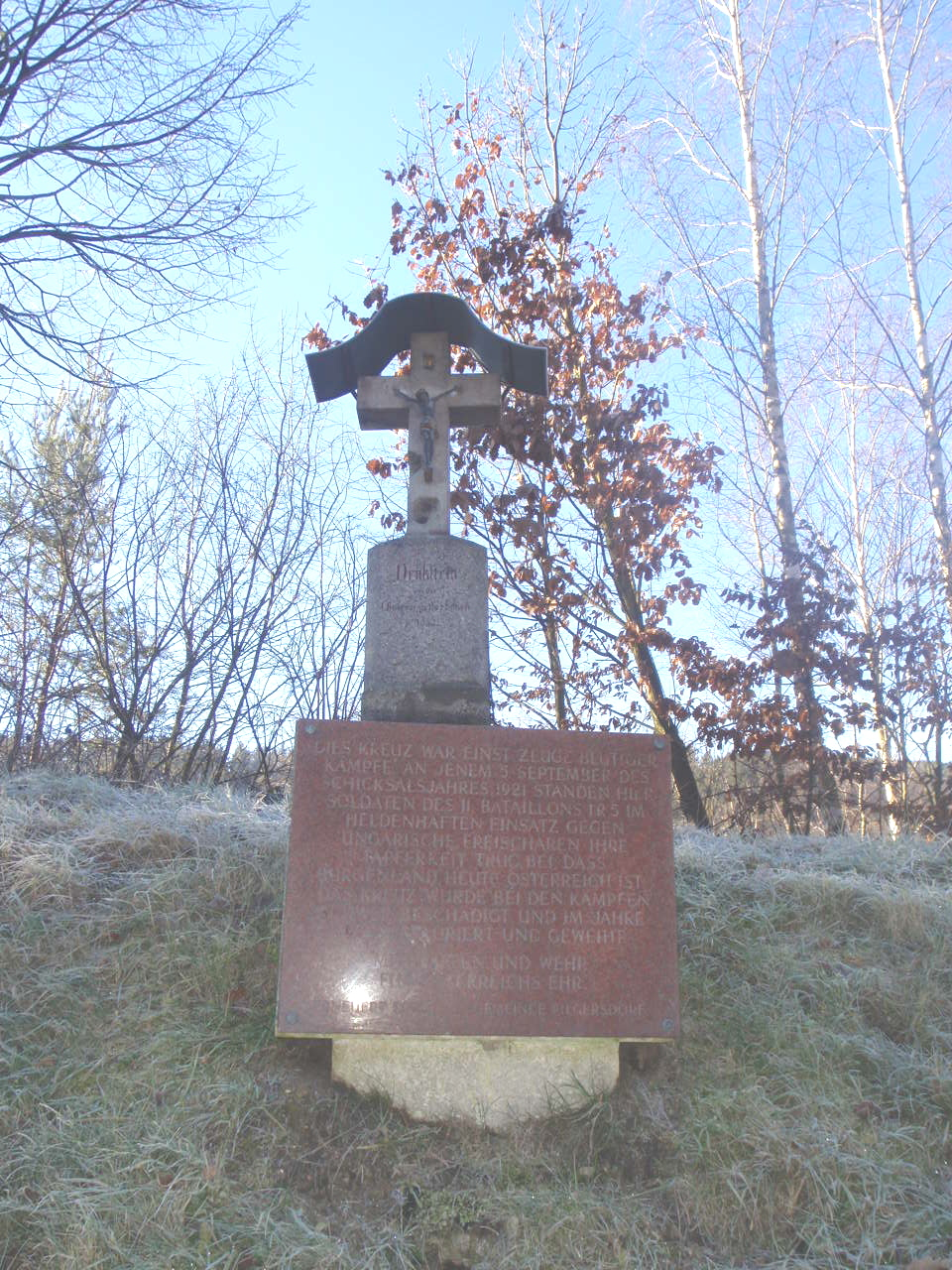
Kolera járvány emlékére emelt kereszt 1832-ből, előtte Nyugat-magyarországi felkelés emléktáblája
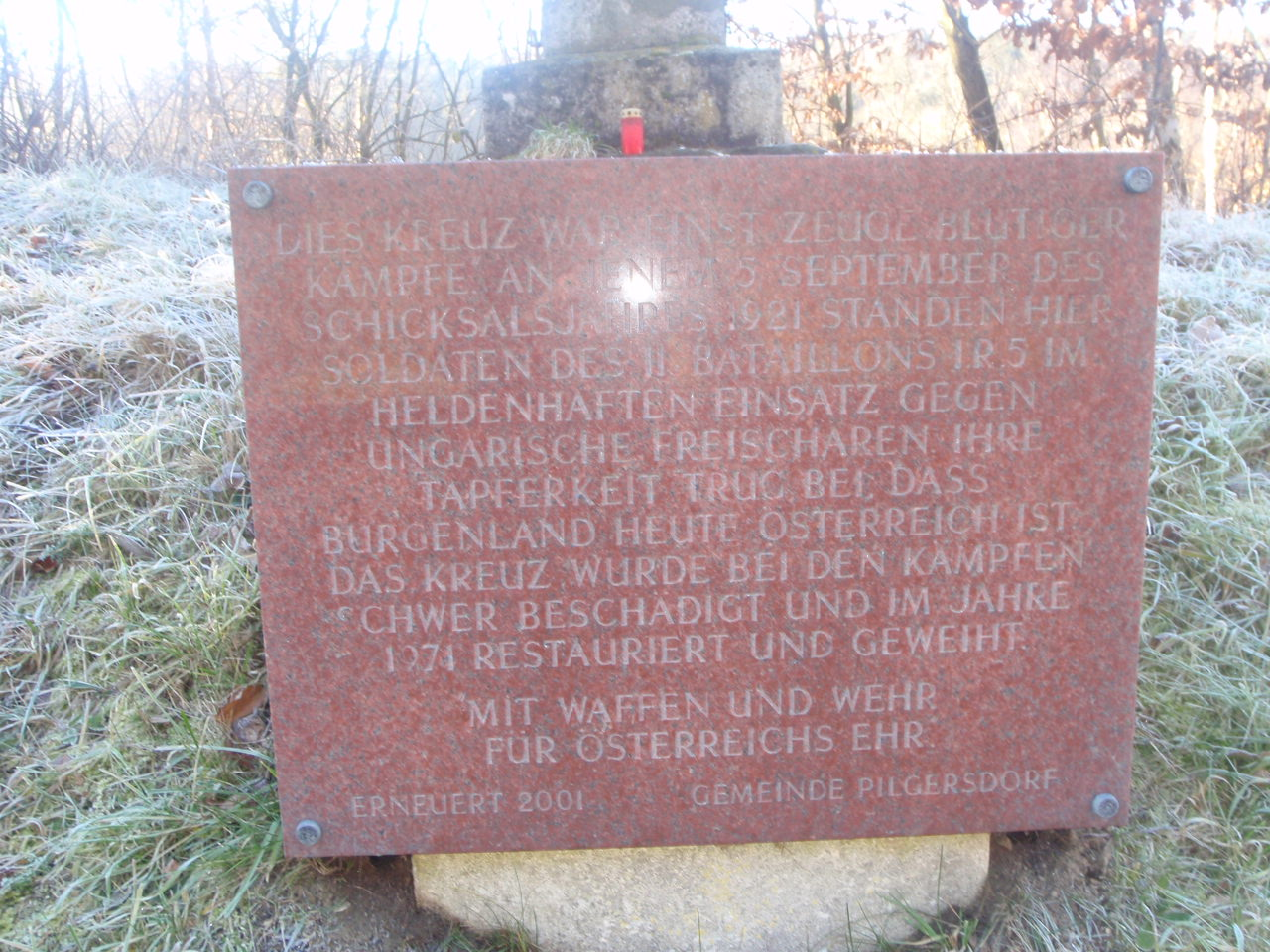
A Nyugat-magyarországi felkelés emléktáblájának felirata

## Külső hivatkozások
- Hivatalos oldal
- A plébánia honlapja
- Pörgölény az Osztrák Statisztikai Hivatal honlapján
- Fényképek Pörgölény történetéből – bemutató[halott link]